# Jaime Ángel Morera González
Jaime Ángel Morera y González (Ciudad de México) es un abogado, historiador, catedrático y académico mexicano. Se ha especializado en la historia del arte del período colonial en México.

## Semblanza biográfica
Estudió su bachillerato en Gerona, España. A su regreso a México, cursó la licenciatura en Derecho y una maestría con mención honorífica en Historia del Arte en la Universidad Nacional Autónoma de México. Es catedrático en la Facultad de Filosofía y Letras de su alma mater. Tomó cursos bíblicos en el Legion of Christ Novitiate and College of Humanities en Irlanda.
Es miembro titular del Seminario de Cultura Mexicana, como tal, ha impartido cursos y conferencias acerca del arte e iconografía de la Nueva España. Fue curador de la exposición "Parábola novohispana. Cristo en el arte virreinal", la cual fue patrocinada por la Fundación Banamex.

## Obras publicadas
- Librero conmemorativo de la presentación de la Catedral de Puebla
- Parábola novohispana
- "La ecuaristía, símbolo y síntesis del dogma cristiano"
- Las pinturas novohispanas de ánimas del Purgatorio. Iconografía de una creencia